# Championnats du monde de skyrunning 2010
Navigation
2014
Les championnats du monde de skyrunning 2010 constituent la première édition des championnats du monde de skyrunning, compétition internationale de skyrunning gérée par la Fédération internationale de skyrunning. Le Giir di Mont accueille l'épreuve de SkyMarathon sur son parcours de 32 km comprenant 2 400 m de dénivelé positif et négatif. L'épreuve de kilomètre vertical se déroule dans le cadre du Dolomites Vertical Kilometer sur son tracé de 2,4 km.

## Résultats

### SkyMarathon
Double vainqueur du Giir di Mont, l'Espagnol Kílian Jornet est annoncé comme grand favori mais l'Italien Marco De Gasperi entend bien faire parler son expérience. Le duel annoncé a bien lieu dans la première moitié de course mais Kílian Jornet finit par distancer Marco De Gasperi et s'envole en tête pour filer vers le titre. Derrière les deux hommes de tête, un groupe de poursuivants se forme, mené par l'Italien Nicola Golinelli. À mi-parcours, l'Espagnol Luis Alberto Hernando s'échappe du groupe pour assurer sa place sur le podium. Battant de plus de quatre minutes son propre record du parcours en 3 h 1 min 24 s, l'Espagnol Kílian Jornet remporte le premier titre de champion du monde de SkyMarathon. Marco De Gasperi remporte la médaille d'argent avec trois minutes de retard et Luis Alberto Hernando complète le podium avec six minutes de retard sur l'Italien.
L'Andorrane Stéphanie Jiménez, double vainqueur du Giir di Mont, est annoncée parmi les favorites. Courant sous le drapeau de sa nation d'origine, la France, elle retrouve comme compatriote une autre favorite, la vétérane Corinne Favre. L'Espagnole Mireia Miró fait également partie des prétendantes aux titres. C'est cependant la skieuse alpiniste Laetitia Roux qui s'empare d'emblée des commandes de la course, confirmant ses bonnes performances dans la discipline du skyrunning, une semaine après avoir décroché le titre de championne du monde de kilomètre vertical et remporté la Dolomites SkyRace. Mireia Miró tente de la suivre dans un premier temps mais finit par se faire distancer. L'Italienne Emanuela Brizio parvient à se placer en troisième position mais voit Stéphanie Jiménez la talonner. Survolant littéralement la course, Laetitia Roux s'impose facilement en 3 h 46 min 40 s, battant de plus de quinze minutes le précédent record du parcours détenu par Emanuela Brizio. Mireia Miró s'empare de la médaille d'argent en terminant sept minutes derrière la Française. Au terme d'un duel serré, Emanuela Brizio lance une accélération dans les derniers kilomètres pour faire la différence sur Stéphanie Jiménez et décrocher le bronze.
| Rang               | Athlète               | Temps           |
| ------------------ | --------------------- | --------------- |
| Médaille d'or      | Kilian Jornet         | 3 h 01 min 14 s |
| Médaille d'argent  | Marco De Gasperi      | 3 h 04 min 34 s |
| Médaille de bronze | Luis Alberto Hernando | 3 h 11 min 00 s |
| 4                  | Tòfol Castanyer       | 3 h 11 min 49 s |
| 5                  | Nicola Golinelli      | 3 h 12 min 50 s |
| 6                  | Tom Owens             | 3 h 13 min 02 s |
| 7                  | Ricardo Mejia         | 3 h 13 min 54 s |
| 8                  | Tadei Pivk            | 3 h 14 min 24 s |
| 9                  | Dennis Brunod         | 3 h 15 min 39 s |
| 10                 | Agusti Roc            | 3 h 18 min 24 s |

| Rang               | Athlète             | Temps           |
| ------------------ | ------------------- | --------------- |
| Médaille d'or      | Laetitia Roux       | 3 h 46 min 40 s |
| Médaille d'argent  | Mireia Miró         | 3 h 53 min 52 s |
| Médaille de bronze | Emanuela Brizio     | 3 h 58 min 19 s |
| 4                  | Stéphanie Jiménez   | 3 h 59 min 12 s |
| 5                  | Paola Romanin       | 4 h 03 min 41 s |
| 6                  | Mònica Ardid        | 4 h 11 min 13 s |
| 7                  | Corinne Favre       | 4 h 12 min 14 s |
| 8                  | Laia Andreu         | 4 h 14 min 00 s |
| 9                  | Carolina Tiraboschi | 4 h 18 min 29 s |
| 10                 | Nuria Dominguez     | 4 h 19 min 55 s |

### Kilomètre vertical
Détenteur du record du parcours du Dolomites Vertical Kilometer et champion d'Europe de kilomètre vertical 2009, l'Italien Urban Zemmer s'élance comme grand favori sur le kilomètre vertical. Il fait étalage de son talent en survolant littéralement les débats. Il s'impose en 33 min 16 s, battant de quarante secondes son propre record et devenant le premier champion du monde de kilomètre vertical. Derrière lui ses compatriotes Nicola Golinelli et Manfred Reichegger complètent le podium à plus d'une minute.
Spécialiste de ski-alpinisme mais débutant dans la discipline du skyrunning, la Française Laetitia Roux crée la surprise en menant la course devant la grande favorite Antonella Confortola, double vainqueur de l'épreuve. Cette dernière tente de combler son retard en fin de course mais la Française parvient à s'imposer en 40 min 16 s pour décrocher le titre. Antonella Confortola décroche la médaille d'argent avec une minute de retard. L'Écossaise Angela Mudge effectue une solide course pour remporter la médaille de bronze avec une minute et demi de retard sur l'Italienne.
| Rang               | Athlète               | Temps       |
| ------------------ | --------------------- | ----------- |
| Médaille d'or      | Urban Zemmer          | 33 min 16 s |
| Médaille d'argent  | Nicola Golinelli      | 34 min 29 s |
| Médaille de bronze | Manfred Reichegger    | 34 min 42 s |
| 4                  | Agustí Roc            | 34 min 50 s |
| 5                  | Jonathan Wyatt        | 34 min 53 s |
| 6                  | Dennis Brunod         | 35 min 17 s |
| 7                  | Luis Alberto Hernando | 35 min 57 s |
| 8                  | Paolo Larger          | 36 min 07 s |
| 9                  | Ivo Zulian            | 36 min 21 s |
| 10                 | Nejc Kuhar            | 36 min 25 s |

| Rang               | Athlète              | Temps       |
| ------------------ | -------------------- | ----------- |
| Médaille d'or      | Laetitia Roux        | 40 min 16 s |
| Médaille d'argent  | Antonella Confortola | 41 min 16 s |
| Médaille de bronze | Angela Mudge         | 42 min 47 s |
| 4                  | Anna Frost           | 43 min 39 s |
| 5                  | Mireia Miró          | 44 min 47 s |
| 6                  | Zhanna Vokueva       | 45 min 15 s |
| 7                  | Fiona Maxwell        | 45 min 59 s |
| 8                  | Raffaella Miravalle  | 47 min 30 s |
| 9                  | Mònica Ardid         | 48 min 22 s |
| 10                 | Laia Andreu          | 50 min 08 s |

### Combiné
| Rang               | Athlète               |
| ------------------ | --------------------- |
| Médaille d'or      | Nicola Golinelli      |
| Médaille d'argent  | Luis Alberto Hernando |
| Médaille de bronze | Agustí Roc            |

| Rang               | Athlète       |
| ------------------ | ------------- |
| Médaille d'or      | Laetitia Roux |
| Médaille d'argent  | Mireia Miró   |
| Médaille de bronze | Mònica Ardid  |

### Nations
| Rang               | Pays    | Total |
| ------------------ | ------- | ----- |
| Médaille d'or      | Italie  | 630   |
| Médaille d'argent  | Espagne | 612   |
| Médaille de bronze | France  | 358   |